# Broken Social Scene (album)
Broken Social Scene – trzeci album studyjny zespołu Broken Social Scene wydany 4 października 2005 za pośrednictwem wytwórni Arts & Crafts. Pierwotna nazwa albumu brzmiała Windsurfing Nation.
Album został doceniony przez krytykę - płyta zdobyła nagrodę Juno w kategorii Najlepszy album alternatywny za rok 2003.

## Lista utworów
1. "Our Faces Split the Coast in Half" – 3:42
2. "Ibi Dreams of Pavement (A Better Day)" – 4:27
3. "7/4 (Shoreline)" – 4:53
4. "Finish Your Collapse and Stay for Breakfast" – 1:24
5. "Major Label Debut" – 4:28
6. "Fire Eye'd Boy" – 3:59
7. "Windsurfing Nation" – 4:36
8. "Swimmers" – 2:55
9. "Hotel" – 4:35
10. "Handjobs for the Holidays" – 4:39
11. "Superconnected" – 5:39
12. "Bandwitch" – 6:58
13. "Tremoloa Debut" – 0:59
14. "It's All Gonna Break" – 9:55

### EP To Be You and Me
1. "Her Disappearing Theme" – 2:54
2. "Canada vs. America" – 6:08
3. "Baroque Social" – 3:02
4. "No Smiling Darkness/Snake Charmers Association" – 5:37
5. "All My Friends" – 2:42
6. "Major Label Debut (Fast)" – 3:12
7. "Feel Good Lost Reprise" – 3:02
8. "All the Gods" - (wersja japońska)

## Singles
1. "Ibi Dreams of Pavement (A Better Day)" b/w "All the Gods" (2005, 7")
2. "7/4 (Shoreline)" b/w "Stars and Spit" (2006, 7")
3. "7/4 (Shoreline)" b/w "Stars and Spit" & "Death Cock" (2006, CDS)
4. "Fire Eye'd Boy" b/w "Canada vs. America (Exhaust Pipe Remix)" (2006, 7")